# Nina Nikolajewna Podnebesnowa

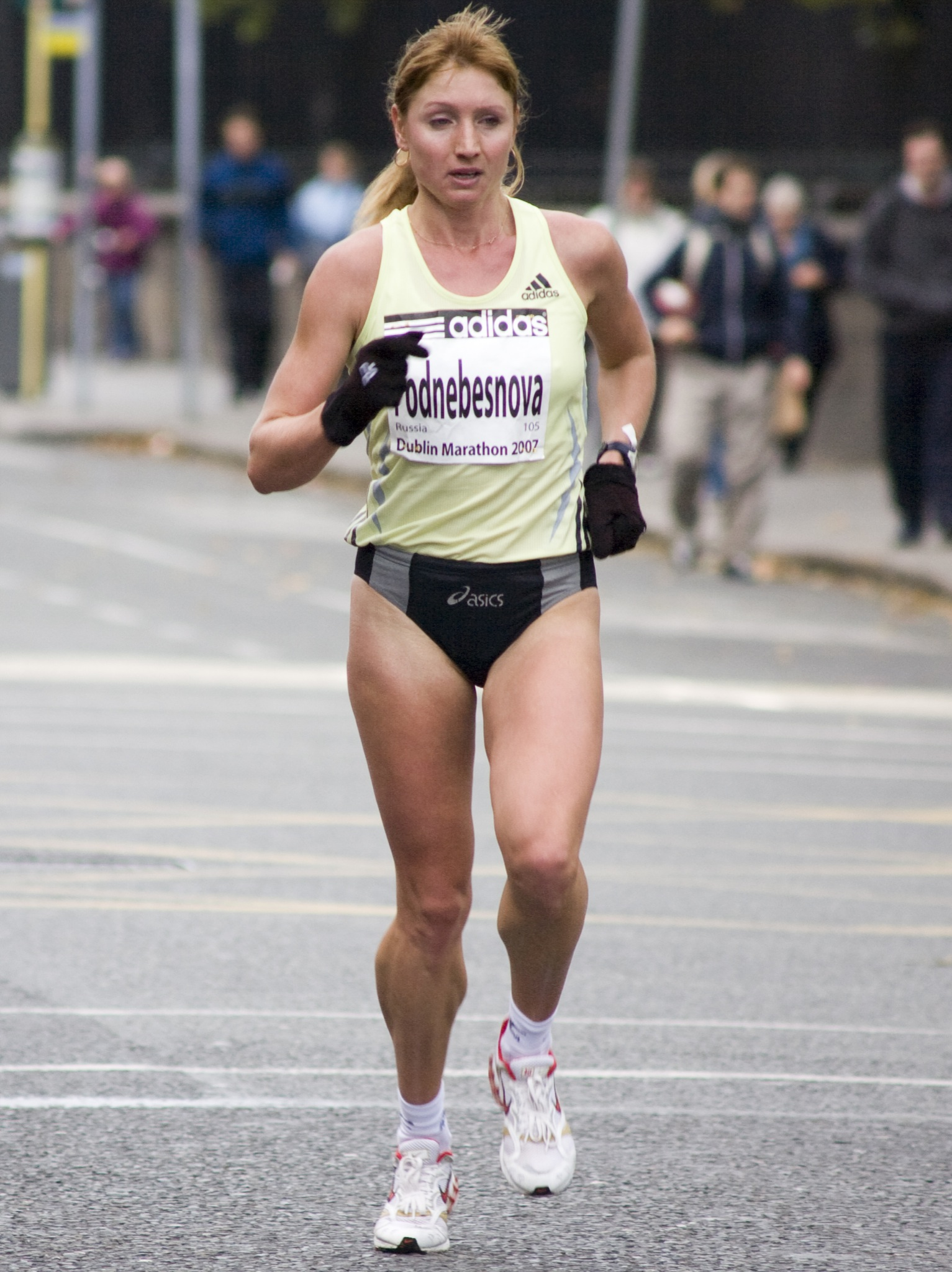
Nina Podnebesnowa beim Dublin-Marathon 2007

Nina Nikolajewna Podnebesnowa (russisch Нина Николаевна Поднебеснова, engl. Transkription Nina Podnebesnova; * 6. März 1980) ist eine russische Marathon- und Ultramarathonläuferin.
2005 wurde sie russische Meisterin über die Marathondistanz. 2006 holte sie den nationalen Titel im 50-km-Straßenlauf und siegte beim Warschau-Marathon.
2007 gewann sie den Zürich-Marathon und wurde russische Vizemeisterin über 50 km, 2008 wurde sie Vierte in Zürich.
2010 wurde sie jeweils Dritte bei der russischen Marathonmeisterschaft und beim Riga-Marathon und Vierte beim Turin-Marathon. Im Jahr darauf wurde sie Siebte beim Rom-Marathon, Fünfte beim Two Oceans Marathon und siegte beim Siberian International Marathon. 

## Persönliche Bestzeiten
- Marathon: 2:31:37 h, 3. Mai 2010, Moskau
- 50-km-Straßenlauf: 3:16:25 h, 23. April 2011, Kapstadt (Zwischenzeit)